# Cinco Ranch
Cinco Ranch statisztikai település az Amerikai Egyesült Államok Texas államában, Fort Bend és Harris megyében. Lakosainak száma 16 899 fő (2020. április 1.).

## Népesség
A település népességének változása:

| 2010 | 18 274 |
| 2020 | 16 899 |